# Fort Rosalie
Le fort Rosalie était un établissement fortifié colonial français situé sur le bord du Mississippi, alors en territoire Natchez, aujourd'hui dans la ville de Natchez dans l'état américain du Mississippi. Fondé par les Français en 1714, il est abandonné en 1804. Il est fortement lié à l'histoire des colons en Louisiane française. Les Natchez massacrent la population du fort le 28 novembre 1729. En représailles, Étienne de Perier, le gouverneur de la colonie, fera exterminer la quasi-totalité de ce peuple amérindien.  

## Histoire

### Fondation et fortification (1714-1716)
Fort Rosalie a été le premier établissement d'Européens établi sur le territoire des Amérindiens Natchez. Il fut érigé en 1714 par le négociant et négrier français Antoine Crozat sur la rive gauche du Mississippi, à 120 km à vol d'oiseau au nord de Baton Rouge. Au mois d'août 1716, une palissade fut érigée sur une hauteur surplombant le fleuve, sur le site qui est aujourd'hui la ville de Natchez dans l'est de l'état du Mississippi.

### Révolte des Natchez (1729-1731)

#### Le massacre (1729)
Le 28 novembre 1729, au déclenchement de leur révolte, les Natchez attaquent par surprise le fort Rosalie. Ils éventrent les femmes enceintes et font des dizaines de prisonniers. Ils massacrent en deux heures plus de 200 colons. La liste des personnes tuées a été dressée le 9 juin 1730 par le missionnaire et prêtre capucin F. Filbert à bord de la frégate française Duc de Bourbon. Les représailles qui suivent contribuent à l'extinction des Natchez, qui étaient une civilisation amérindienne florissante.
Dans une dépêche du 18 mars 1730, le gouverneur de Louisiane Étienne de Perier rapporte ainsi à la Compagnie le massacre :

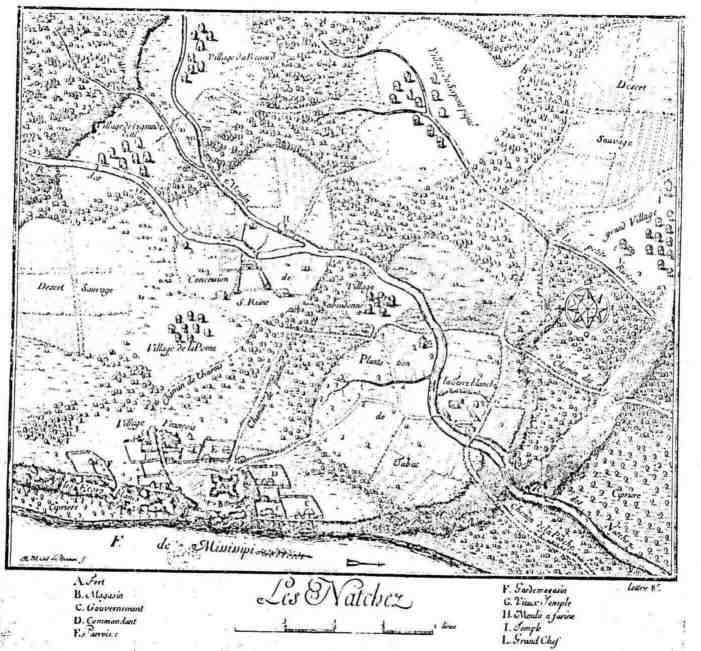
Carte des territoires natchez à l'époque du massacre, dessinée par Jean Baptiste Michel Le Bouteux.

« Ils étaient tous armés et accomodés comme s'ils avaient voulu aller à la chasse, et en passant chez les habitants qu'ils connaissaient le plus, ils empruntaient leurs fusils, avec promesse de leur apporter du chevreuil en quantité. Pour ôter tout soupçon, ils apportèrent ce qu'ils devaient en grains, en huile, et autres denrées, tandis qu'un parti était allé avec deux calumets chez le sieur d'Etcheparre, qui commandait le poste, et auquel ils portaient des poules, pour le maintenir dans la confiance où il était que les sauvages ne méditaient rien de mauvais contre les Français, comme ils avaient eu soin d'en assurer la veille, sur quelques bruits qui s'étaient répandus que les Natchez devaient assassiner les Français. La confiance de cet officier était allée jusqu'à faire mettre aux fers sept habitants qui avaient demandé à s'assembler pour prévenir le malheur dont ils étaient menacés. Cette même confiance lui avait fait voir sans crainte une trentaine de sauvages dans le fort, autant dans sa maison et dans les environs tandis que le reste de cette nation était partagé dans toutes les maisons de nos habitants et jusque dans les ateliers de nos ouvriers, qui étaient dans les cyprières au-dessus et au-dessous des Natchez. Cette disposition faite, et l'heure venue, l'assassinat général de nos Français a été le signal de l'affaire, tant elle a été courte ; une seule décharge l'ayant terminée, à l'exception de la maison du sieur la Loire des Ursins, dans laquelle il y avait huit hommes, dont six ont été tués, et dont les deux autres se sont sauvés, la nuit, sans que les sauvages aient pu les forcer pendant le jour. Le sieur la Loire des Ursins était monté à cheval lorsque l'attaque a commencé, et n'ayant pu rentrer dans sa maison, il s'est défendu jusqu'à la mort, ayant tué quatre sauvages ; sa maison en a tué huit (Ce malheur ne serait pas arrivé, si ce brave officier n'avait pas été destitué quelque temps auparavant). Ainsi, il n'en a coûté que douze hommes aux Natchez, pour nous en détruire deux cent cinquante, par la faute de l'officier commandant, qui aurait mérité seul le mauvais sort que tous ces malheureux ont partagé avec lui. Il était facile pour lui, avec les armes et le monde qu'il avait, de faire retomber sur nos ennemis une perte qui a mis cette colonie à deux doigts de la sienne, comme on va le voir. »
« Ces barbares, avant que d'entreprendre ce massacre, s'étaient assurés de plusieurs nègres, entr'autres de ceux de la Terre-Blanche, à la tête desquels étaient les deux commandeurs, qui firent entendre aux autres nègres qu'ils seraient libres avec les sauvages, ce qui effectivement a été pendant le temps qu'ils ont été avec eux, et que nos femmes, et nos enfants, seraient leurs esclaves, que le même jour qu'ils nous détruiraient aux Natchez les autres nations frapperaient dans tous les quartiers des Français, ce qui se serait exécuté si je n'avais détourné l'orage en accueillant ici au mois d'octobre dernier le chef des Chactas que je savais être en pourparler avec nos voisins de l'Est qui devaient entrer dans cette nation avec 120 chevaux chargés de marchandises et qui devaient être la récompense de notre destruction dont il y a longtemps qu'on est menacés dans cette province. Ce qu'on regardait un bruit de sauvages qui sont ordinairement menteurs. »

#### Représailles françaises (1730-1732)
Après le massacre du 28 novembre 1729, les Natchez reprennent le contrôle du fort jusqu'en 1730 quand le gouverneur Étienne de Perier envoie des forces dans la région. Les Chactas combattent aux côtés de l'expédition Perier et, après quelques jours de durs combats, les Natchez rendent les femmes et les enfants français capturés auparavant et se retirent de fort Rosalie. La tribu Natchez s'installe temporairement à l'endroit de la paroisse Catahoula, en 1730. En 1732, Louis Juchereau de Saint-Denis extermine les Natchez à la bataille de la colline Sang pour Sang, à Cloutierville en Louisiane. La même année, un fort de remplacement est construit à Natchez.

### Périodes anglaise, espagnole, et américaine, et abandon (1763-1804)
Fort Rosalie est occupé plus tard par les Britanniques de 1763 à 1779, puis par les Espagnols de 1779 à 1798, et par les Américains à partir de 1798.
Le fort est définitivement abandonné en 1804.

### XXIesiècle
Le site a fait l'objet d'aménagements qui permettent sa visite.

### Webographie
- (en) Le massacre de fort Rosalie par les Natchez